# Maankalender
Een maankalender of lunarkalender is een kalender die is gebaseerd op de cyclus van de schijngestalten van de maan. Van dergelijke kalenders zijn er in de loop der tijd wereldwijd verschillende gemaakt. Voorbeelden van maankalenders die vandaag de dag nog in gebruik zijn, zijn bijvoorbeeld de Joodse kalender en de maramataka van de Nieuw-Zeelandse Maori (volk).
Om een zonnejaar zo goed mogelijk te benaderen, wordt voor de duur van een kalenderjaar van de maankalender 12 maanden gekozen. Zo'n kalenderjaar schuift elk jaar 11 dagen terug in het zonnejaar en is dus niet verbonden aan de seizoenen. Om de 33 jaar loopt de kalender weer even gelijk met een zonnejaar.
Bij lunisolaire kalenders worden de maanden bijgehouden aan de hand van de maan, maar gecorrigeerd om aan te sluiten op een tropisch jaar.

## Start en duur van een maanmaand
Maankalenders (en ook lunisolaire kalenders) verschillen van elkaar in de dag die als eerste dag van de maand wordt gerekend. Sommige, zoals de joodse kalender, de islamitische kalender, de Chinese kalender en de Japanse kalender, beginnen een nieuwe maand ongeveer met nieuwe maan. Andere beginnen juist bij volle maan. Ook fasen tussen volle en nieuwe maan worden gebruikt.
De eerste dag kan door observatie of door berekening worden bepaald. Observaties zijn beïnvloedbaar door onzekerheden en weersomstandigheden. Bij berekening wordt meestal gerekend met de gemiddelde duur van een synodische maand: 29,53059 dagen (of 29 dagen, 12 uur, 44 minuten en 2,8 seconden). Door afronding op hele dagen is de lengte van een maand dan 29 of 30 dagen. Deze worden respectievelijk “holle” en “volle” maanden genoemd. Ook bij observatie wordt in veel gevallen slechts tussen deze twee mogelijkheden gekozen: de observatie vindt plaats na 29 dagen, om te bepalen of de nieuwe maand dan ingaat of een dag later.
Een maand van de joodse kalender van een bepaald jaar valt dus min of meer samen met een islamitische maand. Met welke islamitische maand een maand van de joodse kalender met een bepaalde naam correspondeert verandert echter na elke joodse schrikkelmaand.